# Goulfey
Goulfey es una comuna camerunesa perteneciente al departamento de Logone-et-Chari de la región del Extremo Norte.
En 2005 tenía 58 117 habitantes, de los que 5754 vivían en la capital comunal homónima.
Se ubica en la frontera con Chad marcada por el río Chari, unos 30 km al norte de Yamena.

## Localidades
Comprende, además de la ciudad de Goulfey, las siguientes localidades:
- Abkous Kawalmé
- Abodi
- Abou Fala
- Abou Tabilo
- Abougoudout
- Abounguéla
- Aboussoultouk
- Ahoudourwa
- Algret
- Almabraka
- Alrada
- Amadoukchi
- Ambaka
- Amdane
- Amdjagara
- Amdjagara Déga
- Amngoulou
- Amourichade
- Amsamka
- Amséra
- Androuman
- Ankaréna
- Arnok
- Atimé Faré
- Bagassa
- Bassana
- Bedèr
- Biédat
- Bomboyo
- Bouta el Haden
- Boutal Hadem
- Brinay
- Chéloba
- Choloba
- Dakodji
- Damba
- Déleb
- Djagalat
- Dororéya
- Douban Arabe
- Doué
- Douélou
- Dougmaya
- Doumélo
- El Goumri
- Fadjawa
- Fadjé
- Fadjé
- Far
- Fious
- Forfoya
- Frig el Madi
- Gawawa
- Gley
- Gléy
- Grelié
- Haboba
- Hiléguim
- Hiltaboungla
- Kagléy
- Kalaoua
- Kineboya
- Knyanya
- Koumboula
- Koundoué
- Krenak Chia
- Krenak Kabir
- Krenek
- Labado
- Lafia
- Mabraka
- Magel
- Mahadiri
- Mala
- Malié
- Maloudia
- Mara II
- Marafil
- Marafin
- Maya
- Méléki
- Mingming
- Mitmikch
- Mougda
- Moulouang
- Mour
- Mouro
- Mremié
- Nadji
- Nayré
- Ndjamena
- Negué
- Ngamé
- Ngoutou
- Nguétoya
- Nimia
- Noara
- Nogram
- Nsoro
- Oulous
- Oumar Abiat
- Razat
- Saboura
- Sahaba
- Sangaya
- Saogour
- Séhéba
- Sio
- Skaré
- Sourguié
- Takoulouwébé
- Tané
- Tchado Dolé
- Tchor
- Tilam
- Toulous (1)
- Toulous (2)
- Treboulo
- Wakaltou
- Zalat